# Джаклин Уилсън
Дейм Джаклин Уилсън (на английски: Jacqueline Wilson) е известна съвременна английска писателка, авторка на бестселъри в жанра детска литература.

## Биография и творчество
Джаклин Айткен Уилсън е родена на 17 декември 1945 г. в Бат, Съмърсет, Англия. Баща ѝ е държавен служител, а майка ѝ е антиквар. По-голямата част от детството си прекарва в Кингстън ъпон Темз. Чете много и започва да пише собствени истории от ранна възраст. Завършва на 16 години девическата гимназия „Кумби“ в Ню Малдън и изкарва курс за секретарки. В периода 1963-1965 г. работи като журналист в издателската компания „Thomson Newspapers“ в Дънди.
През 1965 г. се омъжва за печатаря Милър Уилсън. Имат една дъщеря – Ема. Развеждат се през 2004 г.
През 1965 г. тя напуска работа си и се насочва към писателската си кариера. Първоначално пише криминални романи, но след това се насочва към детските книги.
Успехът ѝ идва с романа „Историята на Трейси Бейкър“ от поредицата „Трейси Бейкър“ публикуван през 1991 г.
В България са издадени тийн романите ѝ – „Целувката“, история за първата любов, първите наранени чувства, за израстването, за осъзнаването на своята личност, и „Кейти“, разказ за ударите на съдбата и борбата да преодолееш нещастието и извоюваш мястото си на лидер.
Произведенията на писателката често са в списъците на бестселърите. Те са преведени на повече от 30 езика по света и са издадени в над 20 милиона екземпляра само в Англия. По време на програмата „Голямото четене“ на Би Би Си през 2003 г., 4 от книгите ѝ са класирани сред 100-те най-популярни книги във Великобритания, а 14 от тях са в топ 200. В периода 2002-2008 г. е класирана като най-четения автор в библиотеките.
Авторката е награждавана с много от най-големите британски литературни отличия за детска и тийн-литература, включително наградата на вестник „Гардиан“ за детска художествена литература, наградата „Smarties Prize“, наградата „Уитбред“ и наградата за най-добра детска книга на годината. Удостоена е с титлата „доктор хонорис кауза“ от Университета на Уинчестър през 2005 г. и от Университетът на Роамптън през 2007 г. за постиженията си в детската литература. През 2002 г. е удостоена с отличието Офицер на Ордена на Британската империя, а през 2008 г. със званието Дейм командор на. През 2012 г. е избрана за почетен член на колежа „Корпус Кристи“ на Кеймбриджкия университет.
През юни 2013 г. назначена за преподавател за магистърски програми за детска литература и творческото писане в Университета на Роамптън. От 2014 г. е ректор на университета.
Джаклин Уилсън живее във викторианска къща в Кингстън ъпон Темз.

## Самостоятелни романи
- Hide and Seek (1972)
- Truth or Dare (1973)
- Ricky's Birthday (1973)
- Snap (1974)
- Let's Pretend (1976)
- Holiday with Guns (1977)
- Making Hate (1978)
- Flight from the Islands (1978)
- Nobody's Perfect (1982)
- Waiting for the Sky to Fall (1983)
- The School Trip (1984)
- The Killer Tadpole (1984)
- The Other Side (1984)
- Amber (1986)
- The Monster in the Cupboard (1986)
- The Power of the Shade (1987)
- This Girl (1988)
- The Left Outs (1989)
- Falling Apart (1989)
- The Dream Palace (1991)
- The Suitcase Kid (1992)
- The Party in the Lift (1992)
- Video Rose (1992)
- The Mum-Minder (1993)
- Deep Blue (1993)
- The Bed and Breakfast Star (1994)
- The Dinosaur's Packed Lunch (1995)
- Double Act (1995)
- Elsa, Star of the Shelter (1995)
- Bad Girls (1996)
- The Monster Story-Teller (1997)
- The Lottie Project (1997)
- The Illustrated Mum (1999)
- Lizzie Zipmouth (2000)
- Vicky Angel (2000)
- Take a Good Look (2001)
- The Cat Mummy (2001)
- Sleepovers (2001)
- Dustbin Baby (2001)
- How to Survive Summer Camp (2002)
- Monster Eyeballs (2002)
- Secrets (2002)
- Lola Rose (2003)
- Midnight (2003)
- Best Friends (2004)
- The Diamond Girls (2004)
- Clean Break (2005)
- Love Lessons (2005)
- Candyfloss (2006)
- Kiss (2007)
Целувката, изд.: „Ергон“, София (2015), прев. Мирела Стефанова
- My Sister Jodie (2008)
- Cookie (2008)
- Tracy Beaker's Thumping Heart (2009)
- Little Darlings (2010)
- The Longest Whale Song (2010)
- Lily Alone (2011)
- The Worst Thing About My Sister (2012)
- Four Children and It (2012)
- Queenie (2013)
- Opal Plumstead (2014)
- The Butterfly Club (2015)
- Happy Holidays (2015)
- Katy (2015)
Кейти, изд.: „Ергон“, София (2017), прев.
- Rent A Bridesmaid (2016)
- Butterfly Beach (2017)
- Wave Me Goodbye (2017)
- Hetty Feather's Christmas (2017)

### Серия „Има ли някой там?“ (Is There Anybody There?)
1. Spirit Raising (1990)
2. Crystal Gazing (1990)

### Серия „Трейси Бейкър“ (Tracy Beaker)
1. The Story Of Tracy Beaker (1991)
2. The Dare Game (2000)
3. Starring Tracy Beaker (2006)

### Серия „Марк Спарк“ (Mark Spark)
1. Mark Spark (1992)
2. Mark Spark in the Dark (1993)

### Серия „Момичета“ (Girls)
1. Girls In Love (1997)
2. Girls Under Pressure (1998)
3. Girls Out Late (1999)
4. Girls In Tears (2002)

### Серия „Хети Федър“ (Hetty Feather)
1. Hetty Feather (2009)
2. Sapphire Battersea (2011)
3. Emerald Star (2012)
4. Diamond (2013)
5. Little Stars (2015)

### Сборници
- Three for Tea (2006) – с Ан Файн и Майкъл Морпурго
- Totally Jacqueline Wilson (2007)
- Magic Beans (2011) – с Адел Жера, Майкъл Морпурго и Филип Пулман
- Big Day Out (2012)
- We're Having a Party! (2013) – с Хелън Кресуел, Ан Файн, Хилари Маккей, Ян Маркс, Сюзън Прайс и Робърт Суиндел
- Paws and Whiskers (2014)
- My Jacqueline Wilson Treasury (2014)
- The Jacqueline Wilson Christmas Cracker (2014)

### Документалистика
- Jacky Daydream (2007) – автобиография

### Екранизации
- 2002 Double Act – ТВ филм
- 2003 The Illustrated Mum – ТВ филм
- 2004 Tracy Beaker's 'The Movie of Me' – ТВ филм
- 2004 Tracy Beaker Parties with Pudsey – ТВ филм
- 2004 Best Friends – ТВ сериал, 5 епизода, по романа
- 2003-2005 Girls in Love – ТВ сериал, 27 епизода
- 2002-2006 The Story of Tracy Beaker – ТВ сериал, 50 епизода
- 2008 Dustbin Baby – ТВ филм
- 2010-2011 Tracy Beaker Returns – ТВ сериал, 23 епизода
- 2013-2016 The Dumping Ground – ТВ сериал, 67 епизода
- 2016 – 2017 Hetty Feather – ТВ сериал, 29 епизода
- 2018 Katy – ТВ сериал, 4 епизода (novel)